# Fenouilia
Fenouilia là một chi ốc cỡ nhỏ nước ngọt có mang và nắp (động vật chân bụng)|nắp ốc, là động vật chân bụng sống dưới nước động vật thân mềm thuộc họ Pomatiopsidae.

## Các loài
Các loài trong chi Fenouilia gồm có:
- Fenouilia kreitneri